# هونغ سونغ سيك
هونغ سونغ سيك (مواليد 10 مايو 1971) هو ملاكم كوري جنوبي، مثّل بلاده في الألعاب الأولمبية الصيفية 1992.

## روابط خارجية
هونغ سونغ سيك على موقع أوليمبيديا (الإنجليزية)